# Avguštin (ime)
Avguštin je moško osebno ime.

## Izvor imena
Ime Avguštin izhaja iz latinskega imena Augustinus, ki ga razlagajo kot izpeljanko iz latinskega imena Augustus. Ime Augustus v pomenu »vzvišeni« je bilo častno ime rimskih cesarjev.

## Različice imena
- moški različice imena: Augustin, Avgustin
- narečni različici: Štine, Štinej
- ženska različica imena: Avguština

## Tujejezikovne različice imena
- pri Angležih: Augustine, Austin
- pri Francozih: Augustin; ljudsko: Aoustin, Austin, Autin
- pri Italijanih: Agostino
- pri Nemcih: Augustin, Augustinus, Austen
- pri Nizozemcih:  Augustinus
- pri Norvežanih: Augustin

## Pogostost imena
Po podatkih Statističnega urada Republike Slovenije je bilo na dan 31. decembra 2007 v Sloveniji število moških oseb z imenom Avguštin: 713.

## Osebni praznik
V koledarju je ime Avgust zapisano 27. maja (Avgust, Conterburški škof, † 27. maja 604 (605?) in 28. avgust (Sveti Avguštin, škof, † 28. avg. 430).

## Priimki nastali iz imena
Iz imena Avguštin in njegovih različic so nastali priimki: Avgustin, Avguštin, Agustin, Augustin, Auguštin, Avgustinčič, Avguštinčič, Avguštinek, Avgustinčič, Avgustinek, Avguštinovič, Gustin, Gustina, Guštin, Gustinčič, Guštinčič in drugi.